# Castellgalí
Castellgalí é um município da Espanha na comarca de Bages, província de Barcelona, comunidade autónoma da Catalunha. Tem 17,21 km² de área e em 2021 tinha 2 179 habitantes (densidade: 126,6 hab./km²).

## Demografia
| Variação demográfica do município entre 1991 e 2004[carece de fontes?] | Variação demográfica do município entre 1991 e 2004[carece de fontes?] | Variação demográfica do município entre 1991 e 2004[carece de fontes?] | Variação demográfica do município entre 1991 e 2004[carece de fontes?] |
| ---------------------------------------------------------------------- | ---------------------------------------------------------------------- | ---------------------------------------------------------------------- | ---------------------------------------------------------------------- |
| 1991                                                                   | 1996                                                                   | 2001                                                                   | 2004                                                                   |
| 702                                                                    | 782                                                                    | 966                                                                    | 1145                                                                   |